# Guitarra
La guitarra o guiterra (en mallorquí, menorquí i alguerès) és un instrument musical de corda, compost d'una caixa de fusta -d'una forma que recorda el nombre vuit-, amb un forat circular en el centre de la tapa, sis cordes i un mànec, damunt el qual hi ha el diapasó, dividit en dinou compartiments o trasts. El primer instrument que asseguren que va donar origen a la guitarra va ser el llaüt àrab. És possible que la unió de la cítara i el llaüt afavorissin el posterior desenvolupament de l'instrument.
A mitjans del segle xiv apareix esmentada a la cort del príncep Joan (nascut el 1350). Als segles XV i XVI la guitarra fou molt difosa a l'àmbit català, bé que a la fi fou substituïda per la viola de mà i restà limitada al repertori popular. El primer tractat de guitarra aparegué el 1586 i fou obra del català Joan Carles Amat. El segle xvii fou un període de decadència, i no és fins ben entrat el segle xviii que Miguel Garcia (conegut com el Pare Basili) la introduí en els ambients aristocràtics. Entre els seus deixebles es destaquen Ferran Sor i Dionisio Aguado; a Itàlia fou cultivada per Mauro Giuliani (1781-1828) i a Madrid, per Boccherini. El fundador de l'escola moderna fou Francesc Tàrrega. Altres virtuosos catalans del segle xx són Miquel Llobet, Daniel Forteza, Emili Pujol, Alfred Romea i Gracià Tarragó.

## Parts de la guitarra

Parts de la guitarra clàssica.

La guitarra ha sofert variacions en la seva forma al llarg dels segles. A més del nombre de cordes, les variacions de l'instrument han sorgit per adaptar-lo a les necessitats de l'intèrpret fins a adoptar la forma actual. Aquest instrument està fabricat amb fusta pràcticament tot, i els tipus utilitzats principalment en la seva fabricació són les de caquier de l'Índia o del Brasil (Bulnesia sarmientoi), avet, cedre del Canadà, pi, xiprer i banús, en funció del tipus de guitarra (clàssica o flamenca). Bàsicament, la guitarra està composta per la caixa de ressonància, el pal, el pont, el diapasó, els trasts, les cordes i el claviller. Algunes guitarres posseeixen més d'un diapasó (fins a un màxim conegut de 6 mànecs) o sobrepassen les 7 cordes.
Després de ser encolats tots els elements que formen la caixa de ressonància, s'uneix amb el mànec i s'inclouen reforços en el contorn de les dues tapes, al centre del fons i en les unions inferiors i superiors de les anelles. Posteriorment s'adhereix al diapasó. Entre el mànec i el claviller es col·loca una celleta que serveix per donar suport i separar les cordes. Les celletes habitualment són d'ivori, os, plàstic o fins i tot metàl·liques, en funció de la qualitat de l'instrument.
Un cop tots els elements que formen la guitarra han estat units, es procedeix al seu envernissat. Hi ha dues maneres de dur a terme aquest procés, una més costosa i treballosa que consisteix a envernissar l'instrument a mà amb goma laca; i l'altra que és envernissar amb una pistola a base de poliuretà que s'asseca ràpidament. L'inconvenient d'aquest últim mètode és que el vernís forma una placa sobre la caixa de ressonància que li resta so a l'instrument.
Posteriorment es realitza l'aplanament del diapasó i la col·locació dels trasts, els quals solen ser d'alpaca o llautó. És summament important que el trast sigui perfecte, ja que d'ell depèn l'afinació de la guitarra. Tot seguit, a la part inferior de la tapa harmònica es col·loca el pont, que sol ser de caquier i és on van subjectes les cordes en aquest extrem de l'instrument. Finalment, es col·loquen les clavilles, generalment amb un forat acústic al centre de la tapa i sis cordes. Sobre el diapasó van incrustats els trasts, que permeten els diferents tons.
És l'instrument més utilitzat en gèneres com blues, rock i flamenc, i bastant freqüent en cantautors. També és utilitzada en gèneres com per exemple ranxeres i grupero, a més del folklore de diversos països. Quan l'instrument és més petit que una guitarra s'anomena requint i quan és més gran guitarró. Aquest últim és d'ús freqüent pels mariachis.

### Caixa de ressonància

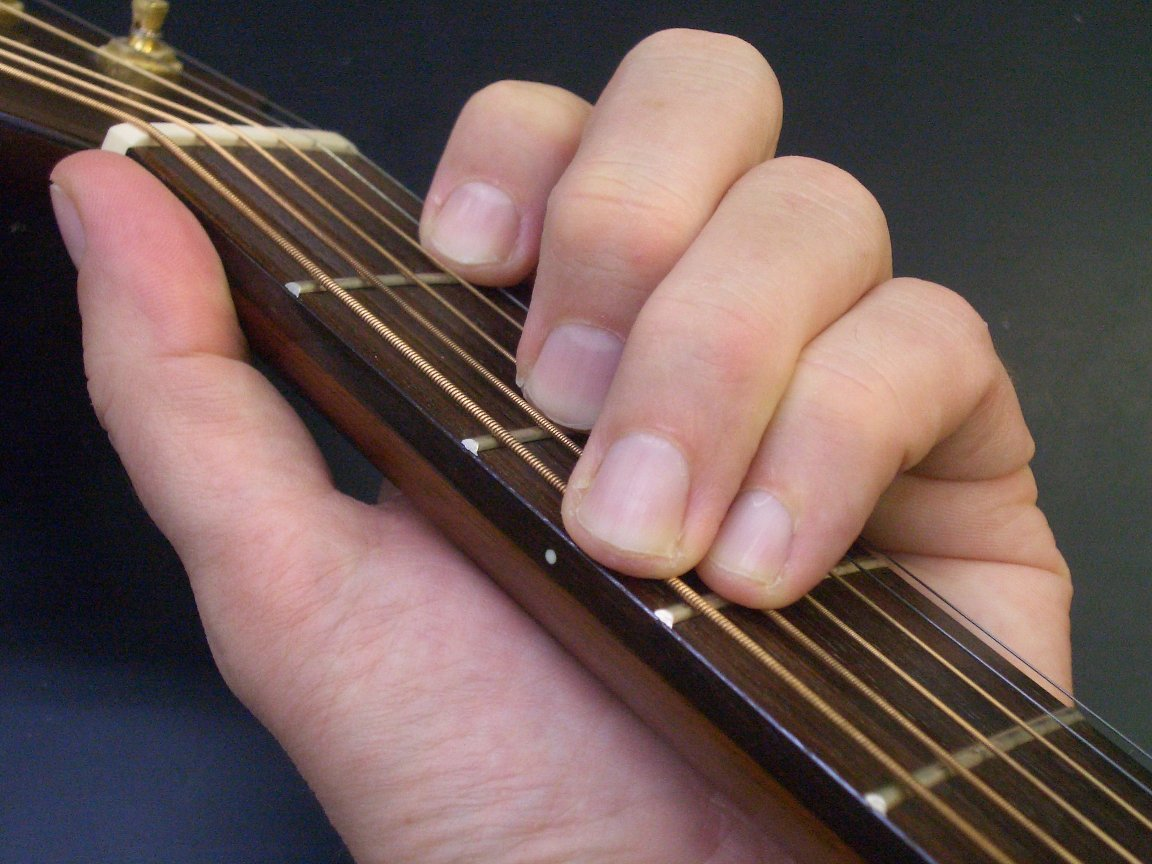
Acord de do major

La caixa de ressonància la conformen el fons, la tapa harmònica i els cèrcols laterals. Els dos primers són plans. El fons està cobert en fusta de palosanto mentre que la tapa pot ser de pi, avet, cedre o, a vegades, de xiprer. La tapa harmònica té una perforació a la part intermèdia, anomenada "boca", i està reforçada per set barres fines de fusta que reben el nom de "varetes". Aquestes varetes estan disposades a la part interior i tenen forma de ventall. El nombre de varetes dins d'una guitarra depèn del fabricant. Els cèrcols són dues peces llargues i estretes fabricades amb caquier, corbades a foc i unides en els extrems superior i inferior de la caixa. La seva unió s'assegura a l'interior amb dos tacs de fusta col·locats un a la base del mànec i un altre a la part contrària. Els cèrcols estan reforçats al llarg de la seva part interna amb dues tires de fusta que reben el nom de "tapajunts".

### Mànec
El mànec està construït amb fusta de caqui o cedre i està format pel claviller, el mànec i la quilla. A les guitarres modernes les clavilles estan incloses dins els clavillers metàl·lics, a diferència del mètode emprat guitarres anteriors que consistia a inserir directament les clavilles a la fusta del claviller. El claviller està situat a l'extrem del diapasó. Els clavillers moderns tenen dos talls verticals i estan preparats per rebre els ossos, que són les petites peces en les cordes van enrotllades. Les clavilles metàl·liques queden a la part exterior del claviller i s'empren per afinar l'instrument mitjançant la tensió que exerceixen sobre les cordes. La seva tensió pot modificar-se per l'afinació mitjançant un sistema de caragols sense fi impulsats per les clavilles, que impliquen petits corrons sobre els quals s'emboliquen les cordes. Aquestes passen a continuació pel pont inicial, en el qual es caven petits solcs que guien cada corda cap al diapasó fins a arribar al claviller. El claviller pot anomenar també pala o maquinària; d'aquest mecanisme depèn l'afinació de les cordes de la guitarra.
La part més llarga del mànec rep el nom de mànec i està cobert amb el diapasó, que és un tros de fusta, habitualment de palosanto o banús, sobre el que pressionen els dits les cordes de la guitarra. La quilla és la base del mànec que es fixa a la caixa de ressonància.

## Tipus de guitarres

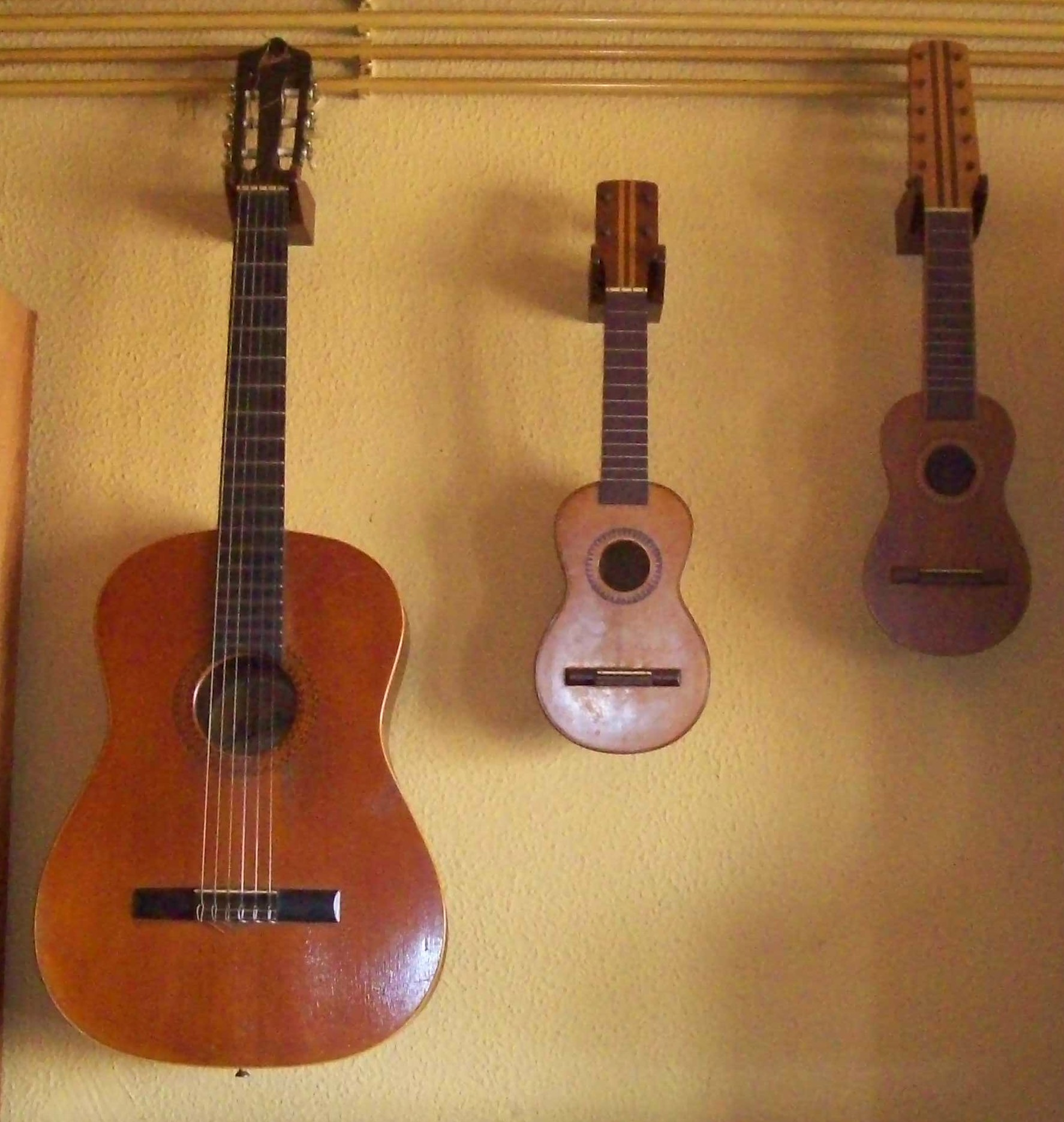
Guitarra, ukelele i charango.

Les guitarres del Renaixement i Barroc són ancestres de les guitarres clàssiques. Són més delicades i produeixen un so més feble. Són més fàcils de distingir d'altres guitarres, ja que el seu cos és més prim i pla. A partir d'aquí existeixen diversos tipus bàsics de guitarra.
El model de referència és el de la guitarra clàssica, que pot ser d'estudi o de concert, segons petites variacions en les seves dimensions, fustes i qualitat de construcció, que donen més sonoritat i qualitat a la de concert. També la guitarra flamenca, de mida lleugerament menor que la clàssica, presenta distintes fustes i altres variacions que la fan menys ressonant però amb més possibilitats de percussió.
Hi ha altres tipus d'instruments íntimament emparentats amb la guitarra clàssica, ja que s'afinen igual i es basen en els mateixos conceptes fonamentals, si bé cada model té un repertori específic o preferent, en l'execució s'usen tècniques a vegades exclusives:
- Hi ha la guitarra acústica, es podria dir que és la versió nord-americana de la guitarra clàssica, ja que en el seu disseny original no es van emprar les innovacions d'Antonio Torres Jurado, sinó les de C.F. Martin. La diferència fonamental és que porta cordes de metall en lloc de cordes de budell o niló. Sol ser més gran i el seu disseny és molt més variat que el de la guitarra clàssica.
- També cal considerar la guitarra elèctrica, inventada als Estats Units, de cos sòlid, semi o de caixa de fusta, caoba, auró, freixe, etc. i el so es produeix a causa de la ressonància del cos que s'amplifica a través d'un sistema alimentat per energia elèctrica (pastilles elèctriques).

D'altra banda, hi ha una gran diversitat de guitarres segons entorns culturals tradicionals:
- Les guitarres russes, que contenen set cordes en comptes de sis. L'afinació d'aquesta guitarra és completament diferent a la clàssica, ja que no és simplement una guitarra acústica amb una corda afegida. Tradicionalment, s'utilitza una afinació oberta en sol major. També existeix la balalaica.
- L'ukelele.
- El charango.

### Guitarra flamenca

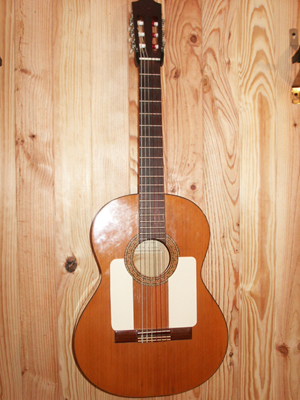
Guitarra flamenca amb dos colpejadors

A Espanya hi ha una variant molt estesa, similar a la guitarra clàssica, de la qual és difícil distingir a simple vista, coneguda com a guitarra de flamenc o guitarra flamenca. Varia el seu so per una construcció lleugerament diferent i l'ús de diferents tipus de fustes. La guitarra flamenca té un so més percussiu, la seva caixa és una mica més estreta, i generalment les cordes són més a prop del diapasó.
La guitarra flamenca té menys sonoritat i ofereix menys volum que una guitarra clàssica de concert, però el seu so és més brillant, i la seva execució és més fàcil i ràpida, a causa de la menor alçada de les cordes, cosa que permet que es pugui fer menys pressió amb els dits de la mà esquerra sobre el diapasó. Tradicionalment les clavilles d'afinació eren completament de pal i s'introduïa a la pala de la guitarra de forma perpendicular a ella. Sol portar sota de la boca o forat, un lloc per guardar les pues, el colpejador o protector (a vegades també un superior), per evitar que els rasgueos (en català, els batuts) i cops que es donen a la tapa harmònica, tan típics en el flamenc, afectin la fusta.

### Guitarra acústica

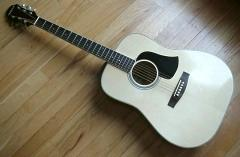
Guitarra acústica

La guitarra acústica és un tipus de guitarra amb cordes de metall, el so es genera mitjançant la vibració de les cordes que es amplifiquen en una caixa acústica de fusta o algun acrílic. L'adjectiu "acústica" és pres directament de l'anglès acoustic guitar per l'ús que d'aquest adjectiu que fan els anglòfons, per diferenciar la guitarra de caixa respecte a la guitarra elèctrica. És clarament redundant, ja que la guitarra, per definició, és un instrument acústic. La guitarra acústica deriva dels dissenys de C. F. Martin i Orville Gibson, principalment, guitarrers nord-americans que van desenvolupar la seva activitat vers la fi del segle xix. També són conegudes com a western guitars (guitarres de l'oest), el que s'acosta més a la seva naturalesa i a la classe de música que les va fer populars. Com en el cas de la guitarra clàssica, aquestes guitarres es diuen així per emetre el seu so sense cap mena d'amplificació elèctrica, només per transducció de la força mecànica.

### Guitarra elèctrica

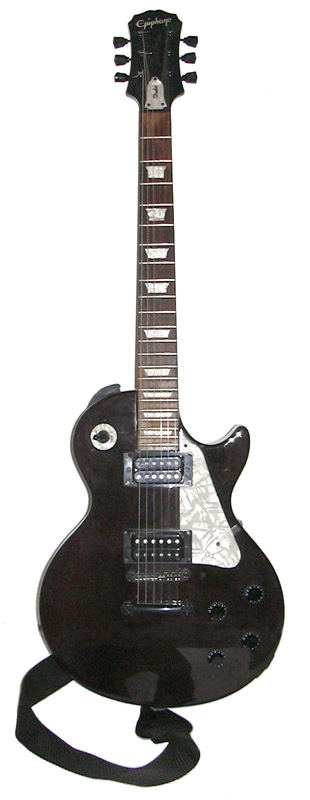
Guitarra elèctrica tipus Epiphone Les Paul

Una guitarra elèctrica és una guitarra amb un o més transductors electromagnètics anomenats pastilles que converteixen les vibracions de les cordes en senyals elèctrics capaços de ser amplificades i processades. Hi ha tres tipus fonamentals de guitarres elèctriques: les de cos sòlid, les de cos semisòlid i les de cos buit. Històricament les primeres a inventar-van ser les de cos buit, al derivar de guitarres de caixa a les quals s'incorporava un micròfon per poder escoltar en les bandes de jazz.
Les guitarres de cos sòlid manquen de caixa de ressonància, de manera que el cos és un tros de fusta en el qual van embotits els micròfons o pastilles. Les guitarres elèctriques de cos semi-es caracteritzen per tenir, a vegades, forats a l'exterior amb formes en "f" similars als de les caixes de ressonància dels violins i altres instruments acústics. Les guitarres semisòlida, tenen un bloc central per evitar els acoblaments. Algunes guitarres elèctriques també compten amb un sistema en el pont que genera un efecte de vibrato anomenat palanca o Tremolo. La guitarra elèctrica necessita sempre ser connectada a un amplificador o un sistema d'amplificació, mitjançant un cable. Entre els fabricants reconeguts d'aquest tipus de guitarres es troben marques com Gibson, Fender, Epiphone, Ibanez, PRS, Jackson, Parker, Cort, Yamaha, entre d'altres.

### Guitarra electroacústica i MIDI
Una guitarra electroacústica és una guitarra clàssica a la qual se li han afegit pastilles, micròfons o transductors per amplificar el seu so. També són anomenades guitarres electrificades, terme que hem de reputarà sinònim, i que ressalta el fet que el sistema de previ pot haver instal·lat en origen o pel mateix usuari.
L'electrificació d'una guitarra de caixa és l'ús del micròfon, ja que es connecta com una guitarra elèctrica a un amplificador extern. Això evita en gran manera els acoblaments i facilita la tasca de l'enginyer de so en les gravacions. Tanmateix, el so no és exactament el mateix, ja que el micròfon que recull el so es troba dins de la caixa i no fora, que és on s'escolta el so real de la guitarra.
La diferència amb una guitarra elèctrica de caixa (que són les que s'utilitzen habitualment en el jazz) és sobretot el tipus de transductor, car mentre aquestes guitarres usen un transductor piezoelèctric donant un so més cristal·lí, agut i natural, la guitarra elèctrica fa servir transductors electromagnètics que donen un so diferent, més carregat de freqüències mitjanes.
Les guitarres MIDI són especials o són adaptadors de guitarres convencionals, que permeten controlar un sintetitzador via MIDI, el protocol de transmissió de dades que permet enviar informació musical entre diferents dispositius connectats per mitjà de cables. D'aquesta manera, un guitarrista que no té habilitat per executar un teclat o un òrgan electrònic ho pot fer des d'una guitarra MIDI.
Una tècnica bàsica és la d'utilitzar un convertidor monofònic de freqüència d'àudio a MIDI prenent el senyal d'àudio de la guitarra per mitjà de col·locar un micròfon a la boca de la mateixa o per mitjà de la seva sortida d'àudio. També es comercialitzen ponts més sofisticats que poden detectar la vibració de cada corda per separat de tal manera de poder executar acords, és a dir, que posseeixen polifonia de 6 veus o simultaneïtat de xut de notes.

### Altres variacions
Des dels seus inicis la guitarra va ser objecte d'experimentacions molt nombroses, i només una part d'aquests instruments són encara utilitzats avui, fins i tot de manera marginal. Les primeres guitarres tenien quatre cordes com els instruments dels que procedia, després es va afegir una cinquena i posteriorment una sisena (el bordó), que acabà sent el model estàndard de sis cordes.
Una de les variacions més freqüents ha estat el d'augmentar el nombre de cordes. Per exemple doblant el seu nombre, de 6 a 12; les sis acostumades, acoblades individualment a la seva vuitena respectiva (excepte les dues més agudes, que queden duplicades a l'uníson). A més de la guitarra de 12 cordes, té relativa importància la guitarra tenor, de 4 (utilitzada entre d'altres pel guitarrista de jazz Tiny Grimes). Certs músics clàssics com Narciso Yepes toquen una guitarra de deu cordes, independents o duplicades.
Alguns intèrprets ajusten el seu instrument a la seva manera de tocar, com els membres del grup de rock Presidents of the United States of America, que utilitzen una guitarra entre les quals tres de sis cordes han estat retirades, i un baix de dues cordes. De la mateixa manera, Keith Richards (guitarrista dels Rolling Stones), sovint retira la corda mi greu de les seves guitarres.
D'altres variacions a destacar són:
- La guitarra fretless (sense trasts), el pal és completament llis, sense trasts, amb la qual cosa les notes s'obtenen a manera d'un violoncel; l'afinació no ve donada pel trast, sinó que cal buscar-la. Són més comuns els baixos fretless.
- La guitarra baríton, que té 6 cordes però un tir més llarg.
- Els models per aprenentatge, de dimensions reduïdes (talla 1, 2 o 3, i 4), per facilitar la seva execució per nens
- Guitarra amb doble diapasó. Permet tocar amb dues diferents afinacions (de manera alternativa o fins i tot simultània) durant la mateixa obra, sense haver de canviar de guitarra. La majoria de les guitarres dobles tenen una guitarra amb dotze cordes i l'altra amb sis cordes. Existeixen altres versions com l'instrument de Mike Rutherford, baixista de Genesis, que és una guitarra de dotze enganxat a un baix.
- Guitarra elèctrica sense claviller, construïda a mitjans dels anys vuitanta per l'empresa Steinberger. El claviller es troba en el pont de la guitarra, en lloc d'estar al cap.
- Guitarra slide o guitarra horitzontal. S'usa gairebé sempre amb l'slide o tub de metall o vidre que cobreix tot el dit. Molt utilitzada per David Gilmour, guitarrista de Pink Floyd.
- Guitarra de 7 cordes. A més de les 6 cordes de la guitarra, se li incorpora una setena corda, més greu. La nota de la setena corda és un Si. Existeixen també guitarres de 8 cordes amb la mateixa idea. Fins i tot existeixen guitarres amb altres instruments incorporats en el cos de la guitarra com la guitarra de Pat Metheny, la pikasso guitar, que té 42 cordes.
- Roger Field va patentar una famosa guitarra plegable (Foldaxe) perquè Chet Atkins pogués viatjar més còmodament.[7]

## Història

### Orígens

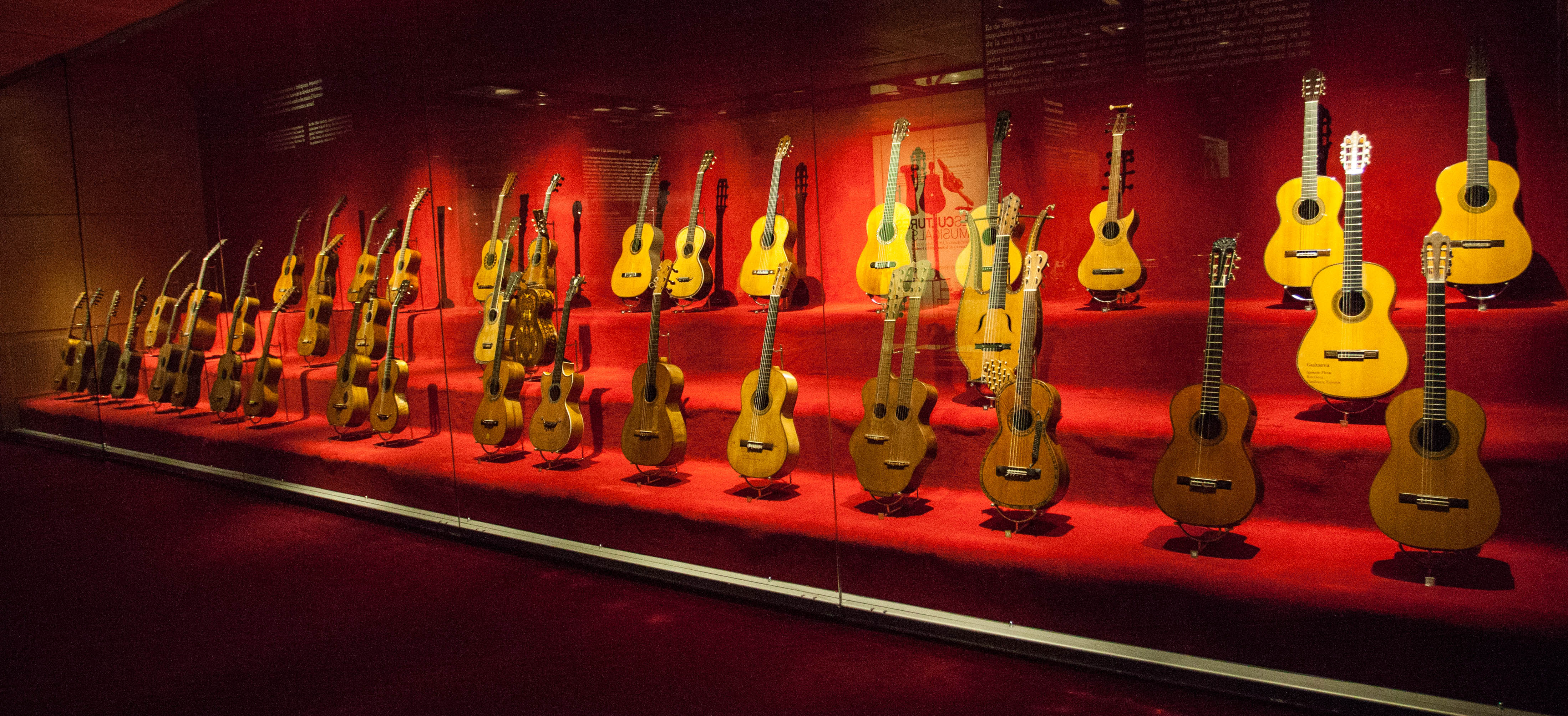
Col·lecció de guitarres del Museu de la Música de Barcelona

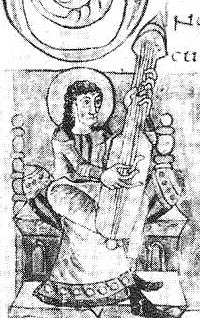
Il·lustració d'un instrument semblant a una guitarra puntejada en un salteri carolingi del

Els orígens i evolució de la guitarra no són gaire clars, ja que nombrosos instruments similars eren utilitzats en l'Antiguitat, per la qual cosa és usual seguir la trajectòria d'aquest instrument a través de les representacions pictòriques i esculturals trobades al llarg de la història. Hi ha evidències arqueològiques a baixos trobats en Alaça Hüyük (nord de l'actual Turquia) que al voltant de l'any 1000 aC els hitites i assiris van crear instruments de corda semblants a la lira -l'instrument de diverses cordes més senzill i antic del món- però amb l'afegit d'una caixa de ressonància, per la qual cosa serien antecessors de la guitarra. També s'han trobat representacions en dibuixos de l'antic Egipte que s'assemblen a un instrument similar a la guitarra.
Hi ha dues hipòtesis sobre els seus orígens. Una, li dona un origen grecoromà i la fa descendent de la fidícula, l'altra considera que la guitarra és un instrument introduït pels àrabs durant la invasió musulmana de la península Ibèrica. Segons la primera hipòtesi, aquests instruments van ser assimilats pels grecs, que deformaren lleugerament el seu nom, kizára o kettarah, que en català es va acabar anomenant cítara. Aquest fet ha donat lloc a suposar que la guitarra deriva de la cítara grega i romana, a la qual se li hauria afegit un mànec al començament de la nostra era. Molts estudiosos i musicòlegs atribueixen l'arribada de la guitarra a Hispània per mitjà de l'imperi Romà l'any 400. L'altra hipòtesi sosté que el primer instrument amb pal va ser la ud àrab, el nom dels espanyols van acabar fonent erròniament amb el seu article: "la ud" femenina es va convertir en el masculí "llaüt". Van ser precisament els àrabs qui van introduir l'instrument a la península Ibèrica, on va evolucionar d'acord amb els gustos musicals de la plebs sota dominació musulmana.
A l'Índia aquests instruments eren coneguts en idioma sànscrit com sitar (instrument descendent de la vina), paraula que prové de dues paraules indoeuropees que donarien origen a la paraula catalana "guitarra": l'arrel guita, que va produir les paraules en sànscrit guita (cançó) o sangīt (música), i l'arrel tar, que significa corda o d'acord.

### Edat mitjana

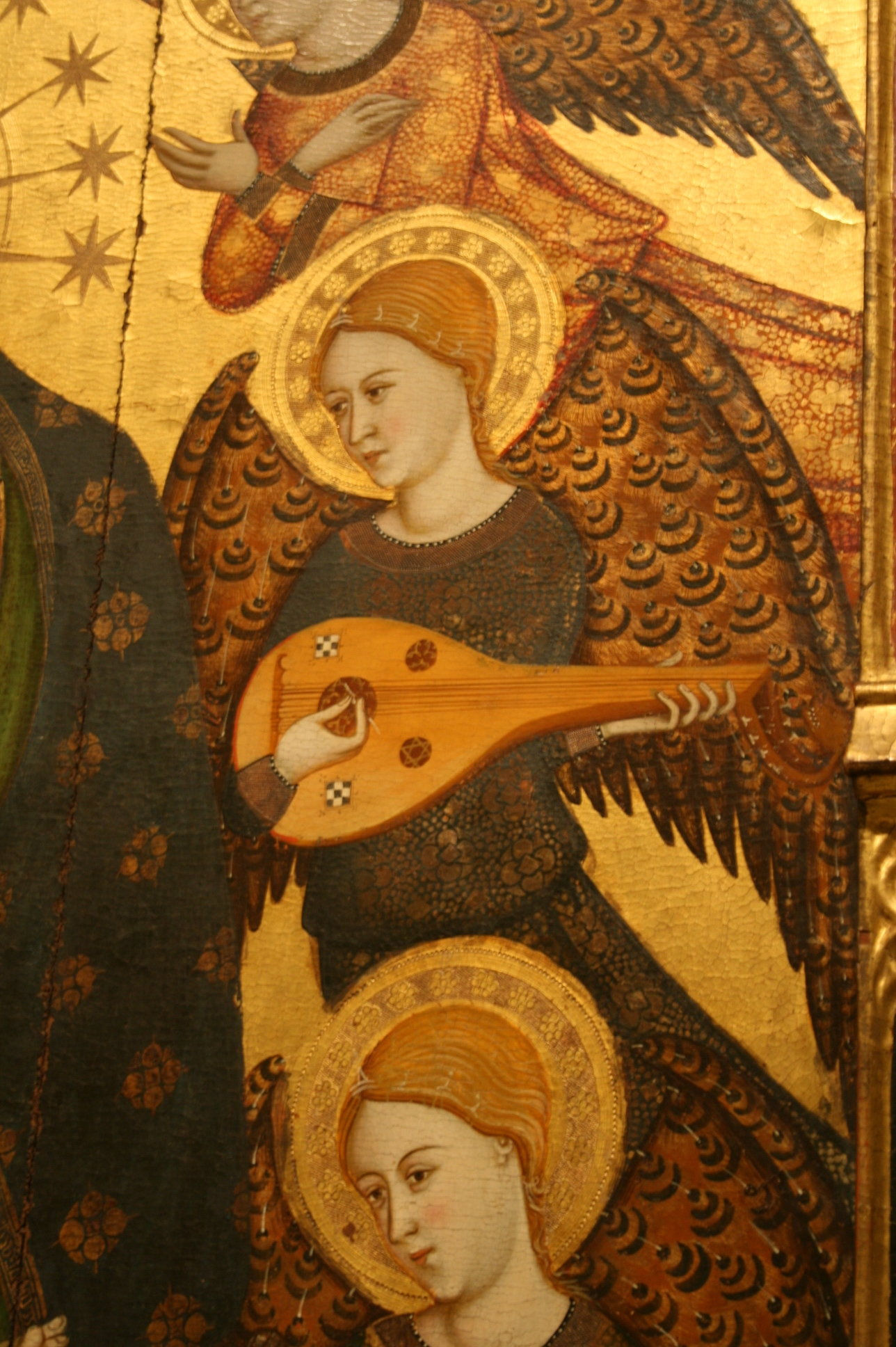
Guitarra morisca (anomenada, també llaüt guitarrenc o guitarreny en el retaule La Mare de Déu de la llet de Llorenç Saragossà. Darrer quart del. MNAC.

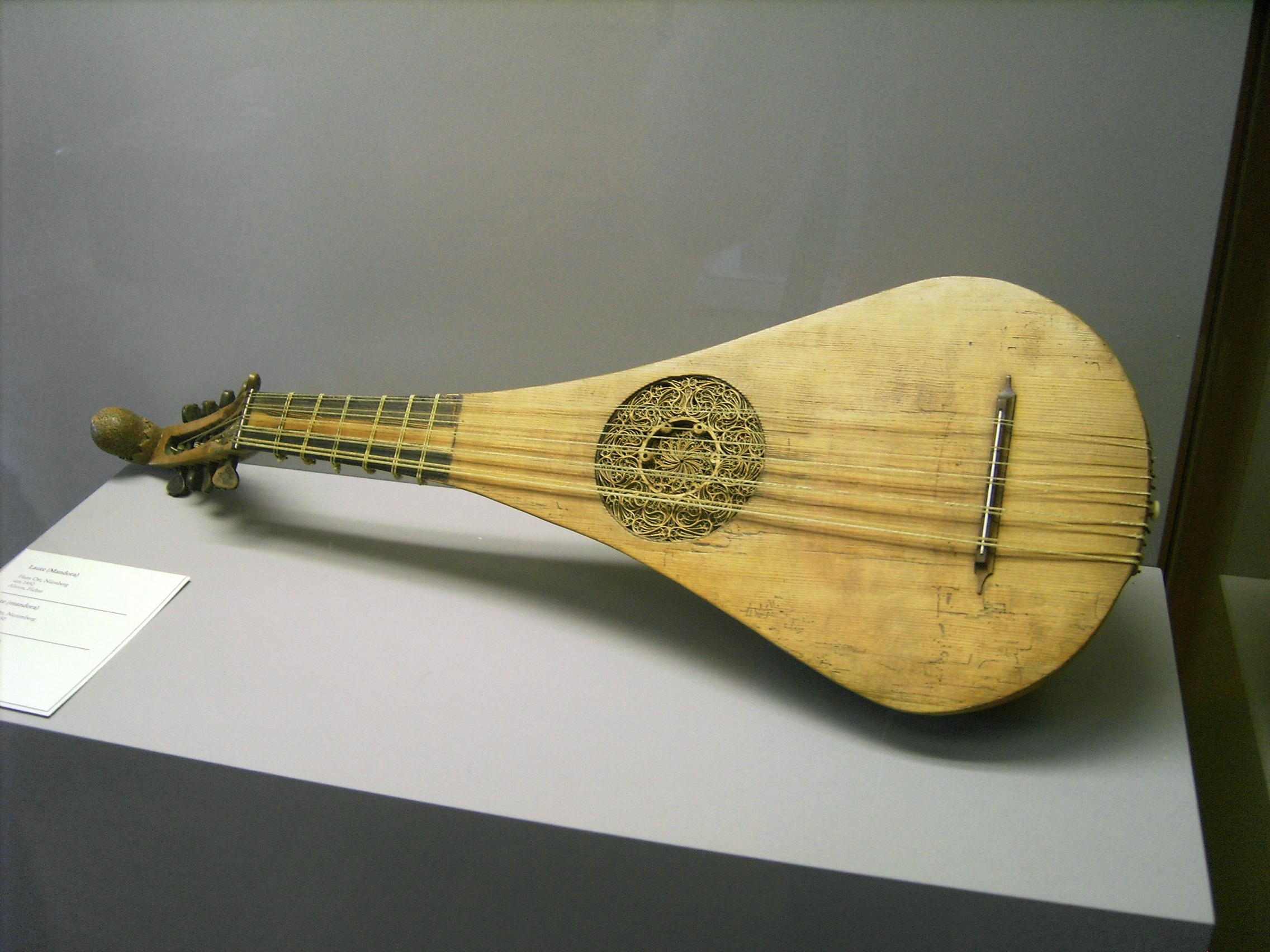
Una ghiterna invent català segons Tinctoris.

En els segles XI i xii poden distingir-se dos tipus de "guitarres" o "guiternes". Per un costat la morisca o mandora, amb forma ovalada de mitja pera i que s'assembla al llaüt àrab i la mandolina. D'altra banda la guitarra llatina, una evolució de les antigues cedres o cítares, de fons pla, unida per cèrcols amb mànec llarg i el claviller semblant al del violí. La primera concorda amb la hipòtesi de l'origen oriental de la guitarra, una espècie de llaüt assiri que s'hauria estès per Pèrsia i Aràbia, fins a arribar a Espanya durant l'estada àrab a la península Ibèrica. La segona, reforçaria la hipòtesi de l'origen greco-llatí de l'instrument. Ambdós tipus estan representats en les miniatures de les Cantigas de Santa María d'Alfons el Savi, el 1270, encara que una de les representacions més antigues que es conserven és a Europa Occidental en una pasionaria de l'abadia de Zwiefalten de l'any 1180.
Al segle xiii es va bifurcar l'evolució en dues varietats de guitarra. La guitarra moresca, més comunament anomenada mandola, més arrodonida i amb mànec ample i la guitarra llatina, amb una sola boca i de mànec estret. Va coexistir amb la viola de mà, instrument musical amb dobles cordes pinçades i de major grandària. Al segle xvi, ambdós cordòfons van tenir una especial rellevància a la Corona d'Aragó, Castella i Portugal, fins a l'auge dels instruments de teclat.
Al segle xiv, els poetes medievals francesos Guillaume de Machaut i Eustache Deschamps, a les seves obres, mencionen la "ghiterna" sense precisar-ne el tipus,  que és un invent català segons JohannesTinctoris.La guitarra llatina va evolucionar fins a donar lloc a dos instruments diferents: la viola de mà o vihuela, que estava dotada de sis ordres (cordes dobles) i que va tenir una àmplia difusió entre l'aristocràcia i els trobadors i músics professionals; i la guitarra, de quatre ordres i d'ús més popular.

### Seglesxviixvii

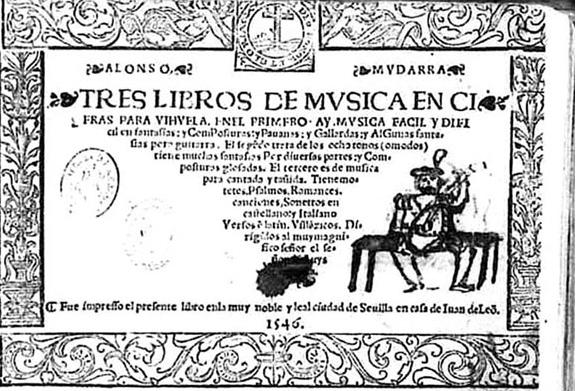
Tres libros de música en cifra para vihuela, publicat el 1546 per Alonso Mudarra. Conté la primera obra per a guitarra de quatre ordres

Al segle xvi comencen a aparèixer nombroses composicions per a guitarra. Aquesta gran producció té com a centre a Espanya. La primera obra per a guitarra de quatre ordres apareix en l'obra Tres llibres de música en xifra per vihuela publicada el 1546 per Alonso Mudarra a Sevilla. En aquella època era habitual confondre els noms d'aquests instruments i va ser a la fi del segle quan van començar a diferenciar. La guitarra va ser utilitzada principalment com a instrument d'acompanyament i principalment amb la tècnica del rascat. El tractat més antic sobre la guitarra clàssica va ser publicat a Barcelona el 1596 per Joan Carles Amat.
El 1606, Girolamo Montesardo publicar a Bolonya la primera gran obra per a guitarra titulada Nuova inventione d'involatura per sonar Il balleti sopra la chitarra espagnuola. També, el 1620, G.A. Colonna escriu Intavolatura di chitarra alla Spagnuolo.

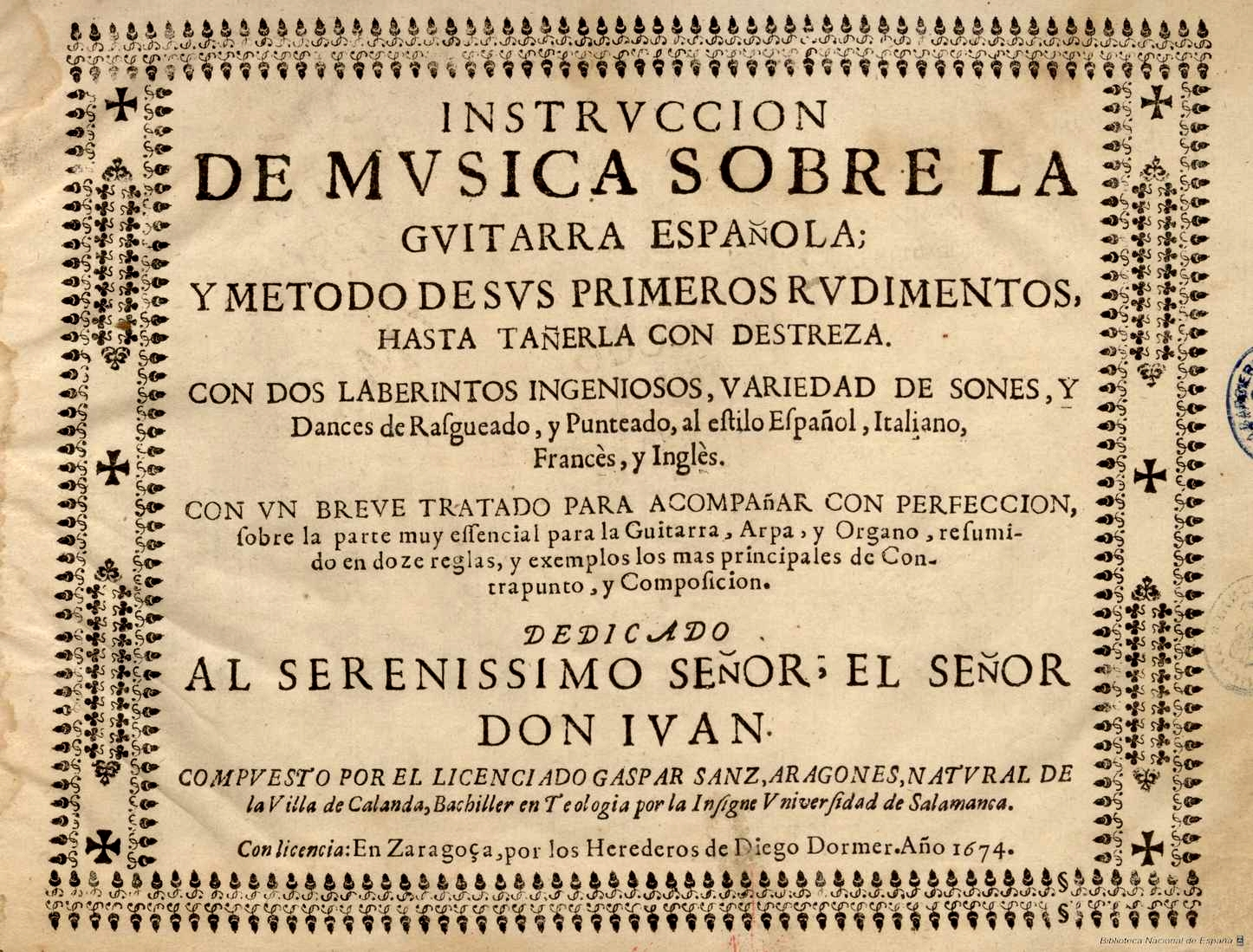
Instrucción de música sobre la guitarra española de Gaspar Sanz, obra del 1674

Habitualment s'atribueix la inclusió de la cinquena corda al músic i poeta andalús Vicente Espinel. L'atribució d'aquesta invenció la va realitzar Lope de Vega, però va ser refutat per Nicolao Doici de Velasco (1640) i per Gaspar Sanz (1684) en els seus tractats sobre la guitarra clàssica. Sustenten les seves afirmacions en el fet que onze anys abans del naixement d'Espinel, Bermudo va esmentar una guitarra de cinc ordres. No obstant això, encara que Espinel no fos l'inventor de la guitarra clàssica de cinc ordres, probablement va ser qui més va fer en la seva difusió popular a totes les classes socials d'Espanya. El Nuevo método por cifra para tañer guitarra de cinco cuerdas (Nou mètode per xifrat per tañer la guitarra de cinc cordes), publicat el 1630 per Doici de Velasco, és el més antic conegut i en ell afirma: "A França, Itàlia i altres països, a la guitarra se l'anomena espanyola des que Espinel va posar la cinquena corda, quedant tan perfecta com el llaüt, l'arpa, la tiorba i el clavicordi i encara més abundant que aquests ".
Altres autors van contribuir de forma destacada a la literatura sobre la guitarra, com Luis de Briceño en 1626, Lucas Ruiz de Ribayaz i Francisco Guerau, entre d'altres. A la península Ibèrica la guitarra era ja molt utilitzada a la fi del segle xvii, quan Gaspar Sanz va compondre la seva Instrucció de música sobre la guitarra espanyola i mètode dels seus primers rudiments, fins tañerla amb destresa. Anteriorment hi havia guitarres de nou cordes: una corda simple i quatre "ordres".
En tot cas, sembla clar que va ser a Espanya on va prendre certa de naturalesa, ja que a diferència de les guitarres construïdes en altres països i llocs d'Europa, on es fabricaven guitarres sobrecarregats d'incrustacions i adorns que la feien gairebé impossible de tocar, la guitarra espanyola es feia per ser tocada i va ser tan popular que fins i tot Sebastián de Covarrubias, capellà de Felip II i lexicògraf espanyol, va arribar a dir: "La guitarra no val més que un llum, és tan fàcil de tocar que no existeix un pagès que no sigui un guitarrista ".
Encara que tots els països reivindiquen la seva intervenció en la invenció de la guitarra (amb especial esment de França) aspectes com la forma, l'estructura i l'afinació, deriven directament de la guitarra tal com els luthieres ibèrics la projecta, sense oblidar-nos dels europeus com Johan Stauffer, de qui deriven els dissenys del seu deixeble C.F. Martin.

### Delseglexviiifins a l'actualitat
La guitarra no va aconseguir arribar a desenvolupar tot el potencial fins a la fi del segle xviii, quan algunes guitarres van començar a fer-se amb sis cordes simples: abans tenien una corda simple i quatre ordres (parells de cordes). Per donar major consistència a la guitarra, s'hi van afegir unes barres sota la tapa harmònica. Això va permetre que la tapa fos més fina, amb la qual cosa es va obtenir major ressonància i una millor distribució del so.
Posteriors reformes, com l'ús d'un mànec reforçat i elevat, així com de clavilles metàl·liques en lloc de les de fusta i la fabricació amb materials que afavoreixen la bona acústica, donen origen al que avui coneixem com guitarra clàssica.
Iniciat el segle xviii Jacob Otto afegeix la sisena corda a la guitarra i s'estandarditza l'afinació moderna, el canvi més significatiu sofert per aquest instrument. A mitjans de segle, la història de la guitarra moderna assoleix un gran apogeu amb el valencià Francisco Tàrrega, creador de l'escola moderna i autor del canvi en l'ús del posicionament de les mans i la manera de polsar les cordes.
A la fi del segle xviii i principis del XIX, algunes guitarres usaven sis cordes simples i van emprar unes barres de reforç sota de la tapa harmònica. Aquestes barres van ser afegides per reforçar l'estructura i permetre aprimar la tapa per obtenir una major ressonància i una millor distribució del so al llarg de la tapa harmònica. Altres desenvolupaments contemporanis inclouen l'ús d'un mànec reforçat i elevat usant fusta de banús o palisandro, i l'aparició d'un mecanisme de cargol metàl·lic en lloc de les clavilles de fusta per afinar. És important destacar que el traster elevat ha tingut un gran impacte en la tècnica de l'instrument perquè les cordes estaven massa lluny de la tapa harmònica de manera que calia donar suport a un dels dits de la mà dreta perquè servís de suport als altres. Aquestes guitarres serien reconegudes inconfusiblement com les primeres guitarres clàssiques.

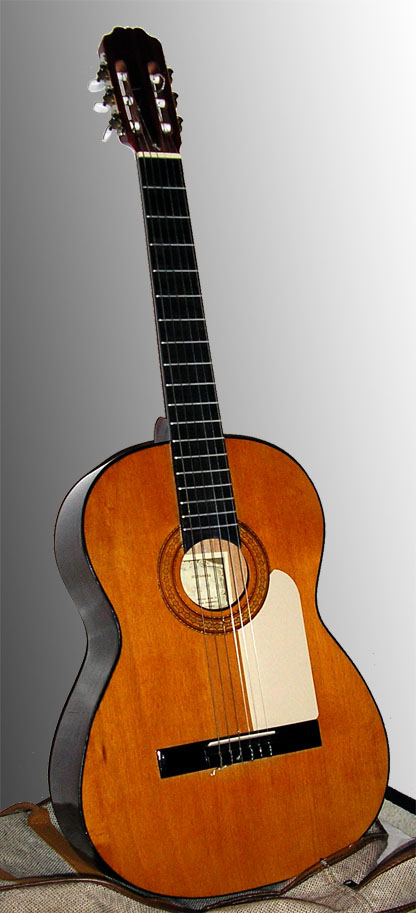
Guitarra

En el segle xix la guitarra va arribar al millor so, bellesa en el timbre i projecció sonora amb les set vares esteses sota la tapa harmònica, l'augment de la caixa de ressonància, així com amb l'eixamplament del mànec. Al començament del segle, trobem les característiques dels precursors més directes de la guitarra clàssica moderna en els treballs dels espanyols Agustín Caro, Manuel González, Antonio de Pamplona, Manuel Gutiérrez i altres constructors europeus incloent René Lacote i al vienès Johann Stauffer. Johann Stauffer té una reputació llegendària. En la seva botiga va aprendre a construir guitarres C. F. Martin, que després es va traslladar als Estats Units i la signatura segueix construint guitarres avui en dia. També va desenvolupar el traster elevat, a petició de Luigi Legnani, el guitarrista i primer intèrpret dels concerts del violinista genovès Niccolò Paganini. Les seves altres avenços en la construcció de la guitarra inclouen un mànec ajustable i reforçat amb acer i les clavilles de cargol sense fi que encara es fan servir a les guitarres modernes.
Cap a 1850 va començar el treball d'Antonio de Torres Jurado. Amb el suport de Julián Arcas, ambdós d'Almeria, i les seves pròpies i brillants intuïcions, Antonio Torres Jurado va refinar els suports estructurals de la guitarra incloent set vares esteses sota la tapa harmònica. Augmentà també la grandària de la caixa de ressonància i l'ample del pal. Aquestes innovacions van influir en la millora del volum del so i la resposta als baixos així com el descobriment d'una tècnica per a la mà esquerra per a l'enriquiment del repertori. Ara la guitarra ja estava preparada tant per a les demandes del solista com per a les del conjunt instrumental. La tradició constructiva a Almeria s'ha mantingut fins als nostres dies amb constructors com Gerundino Fernández García.
Ja al segle xx, el lutier espanyol José Ramírez III al costat del guitarrista Narciso Yepes li afegiren quatre cordes més en les greus, sobre un ampli mànec els múltiples trasts permeten ampliar notablement la gamma de sons de la mà esquerra. Narciso Yepes va tocar per primera vegada aquesta guitarra de deu cordes a Berlín el 1964 i, a partir d'aquell any, va ser el seu instrument habitual en els concerts, especialitzant-se en peces renaixentistes i barroques.

## Compositors
Entre els compositors de música per a guitarra cal destacar Carlo Michele Alessio Sola (1786-1857), Ferran Sor (1778-1839) i Francesc Tàrrega (1852-1909). Com a intèrprets han excel·lit Gracià Tarragó, Miquel Llobet, Narciso Yepes, Andrés Segovia i, més recentment, Manuel Barrueco i David Russell.
També com a compositor i intèrpret, però, sobretot, per la seva importantíssima obra pedagògica "La Escuela Razonada de la guitarra", destaca el mestre Emili Pujol (La Granadella 1886-1980). Des de l'any 1972 fins que el mestre no pogué continuar la tasca pedagògica Emili Pujol va impartir classes de guitarra clàssica a la ciutat de Cervera. Cada estiu se celebra el curs internacional de música Emili Pujol en memòria del mestre.

## Afinació
| 6 cordes                               |                                        |                                        |                                        |                                        | 6                | 5   | 4   | 3   | 2   | 1   | usos |
| -------------------------------------- | -------------------------------------- | -------------------------------------- | -------------------------------------- | -------------------------------------- | ---------------- | --- | --- | --- | --- | --- | --- |
| oberta en Sol                          | oberta en Sol                          | oberta en Sol                          | oberta en Sol                          | oberta en Sol                          | G                | G   | D   | G   | B   | D   | Stone Gossard, Joni Mitchell, Mick Ralphs                                                                         |
| oberta en Sol ("Taro patch")           | oberta en Sol ("Taro patch")           | oberta en Sol ("Taro patch")           | oberta en Sol ("Taro patch")           | oberta en Sol ("Taro patch")           | D                | G   | D   | G   | B   | D   | slack key guitar, Alter Bridge, Charley Patton, Robert Johnson, Jimmy Page, "Fearless", "The Nightshift Watchman" |
| oberta en Fa♯ (cordes fines)           | oberta en Fa♯ (cordes fines)           | oberta en Fa♯ (cordes fines)           | oberta en Fa♯ (cordes fines)           | oberta en Fa♯ (cordes fines)           | F♯               | A♯  | C♯  | F♯  | C♯  | F♯  | |
| oberta en Fa (cordes fines)            | oberta en Fa (cordes fines)            | oberta en Fa (cordes fines)            | oberta en Fa (cordes fines)            | oberta en Fa (cordes fines)            | F                | A   | C   | F   | C   | F   | |
| oberta en Fa♯ (cordes normals)         | oberta en Fa♯ (cordes normals)         | oberta en Fa♯ (cordes normals)         | oberta en Fa♯ (cordes normals)         | oberta en Fa♯ (cordes normals)         | C♯               | F♯  | C♯  | F♯  | A♯  | C♯  | |
| oberta en Fa (cordes normals)          | oberta en Fa (cordes normals)          | oberta en Fa (cordes normals)          | oberta en Fa (cordes normals)          | oberta en Fa (cordes normals)          | F                | F   | C   | F   | A   | C   | "Only You Know and I Know"                                                                                        |
| oberta en Fa (cordes normals)          | oberta en Fa (cordes normals)          | oberta en Fa (cordes normals)          | oberta en Fa (cordes normals)          | oberta en Fa (cordes normals)          | C                | F   | C   | F   | A   | C   | "Bron-Yr-Aur Stomp", "When the Levee Breaks", "When I Get Home"                                                   |
| oberta en Mi (cordes fines)            | oberta en Mi (cordes fines)            | oberta en Mi (cordes fines)            | oberta en Mi (cordes fines)            | oberta en Mi (cordes fines)            | E                | B   | E   | G♯  | B   | E   | Blood on the Tracks, The Rolling Stones, Hoobastank                                                               |
| quartes                                | quartes                                | quartes                                | quartes                                | quartes                                | E                | A   | D   | G   | C   | F   | Stanley Jordan |
| llaüt renaixentiste                    | llaüt renaixentiste                    | llaüt renaixentiste                    | llaüt renaixentiste                    | llaüt renaixentiste                    | E                | A   | D   | F♯  | B   | E   | Nick Drake |
| tradicional (Do)                       | tradicional (Do)                       | tradicional (Do)                       | tradicional (Do)                       | tradicional (Do)                       | E2               | A2  | D3  | G3  | B3  | E4  | guitarra clàssica, flamenca, elèctrica, de dotze cordes…                                                          |
| Re baix (Q2142436)                     | Re baix (Q2142436)                     | Re baix (Q2142436)                     | Re baix (Q2142436)                     | Re baix (Q2142436)                     | D2               | A2  | D3  | G3  | B3  | E4  | |
| Sol obert (Q7096054)                   | Sol obert (Q7096054)                   | Sol obert (Q7096054)                   | Sol obert (Q7096054)                   | Sol obert (Q7096054)                   | D2               | G2  | D3  | G3  | B3  | D4  | blues i folk amb slide                                                                                            |
| Nou estàndard d'afinació (Q7016490)    | Nou estàndard d'afinació (Q7016490)    | Nou estàndard d'afinació (Q7016490)    | Nou estàndard d'afinació (Q7016490)    | Nou estàndard d'afinació (Q7016490)    | C2               | G2  | D3  | A3  | E4  | G4  | Robert Fripp |
| oberta en Si                           | oberta en Si                           | oberta en Si                           | oberta en Si                           | oberta en Si                           | B                | F♯  | B   | F♯  | B   | D♯  | "Albatross", "Should've Listened", Devin Townsend                                                                 |
| oberta en Si                           | oberta en Si                           | oberta en Si                           | oberta en Si                           | oberta en Si                           | F♯               | B   | D♯  | F♯  | B   | D♯  | |
| oberta en La                           | oberta en La                           | oberta en La                           | oberta en La                           | oberta en La                           | E                | A   | C♯  | E   | A   | E   | |
| oberta en La                           | oberta en La                           | oberta en La                           | oberta en La                           | oberta en La                           | A                | E   | A   | E   | A   | C♯  | |
| oberta en La                           | oberta en La                           | oberta en La                           | oberta en La                           | oberta en La                           | E                | A   | E   | A   | C♯  | E   | slide, Jimmy Page, Jack White                                                                                     |
| oberta en Do                           | oberta en Do                           | oberta en Do                           | oberta en Do                           | oberta en Do                           | C                | G   | C   | G   | C   | E   | William Ackerman, John Fahey, Devin Townsend, David Wilcox                                                        |
| oberta en Do                           | oberta en Do                           | oberta en Do                           | oberta en Do                           | oberta en Do                           | C                | C   | G   | C   | E   | G   | |
| oberta en Do                           | oberta en Do                           | oberta en Do                           | oberta en Do                           | oberta en Do                           | C                | C   | G   | C   | E   | C   | "Can't Get Enough"                                                                                                |
| quintes aproximativa (cordes normals)  | quintes aproximativa (cordes normals)  | quintes aproximativa (cordes normals)  | quintes aproximativa (cordes normals)  | quintes aproximativa (cordes normals)  | C                | G   | D   | A   | A   | E   | |
| quintes o mandoguitarra (cordes fines) | quintes o mandoguitarra (cordes fines) | quintes o mandoguitarra (cordes fines) | quintes o mandoguitarra (cordes fines) | quintes o mandoguitarra (cordes fines) | C                | G   | D   | A   | E   | B   | |
| quintes o mandoguitarra (cordes fines) | quintes o mandoguitarra (cordes fines) | quintes o mandoguitarra (cordes fines) | quintes o mandoguitarra (cordes fines) | quintes o mandoguitarra (cordes fines) | G'               | D   | A   | E'  | B   | F♯' | |
| quintes o mandoguitarra (cordes fines) | quintes o mandoguitarra (cordes fines) | quintes o mandoguitarra (cordes fines) | quintes o mandoguitarra (cordes fines) | quintes o mandoguitarra (cordes fines) | B♭'              | F   | c   | g   | d'  | a'  | Carl Kress |
| DADGAD                                 | DADGAD                                 | DADGAD                                 | DADGAD                                 | DADGAD                                 | D                | A   | D   | G   | A   | D   | folk celta, "Kashmir"                                                                                             |
| oberta en Re                           | «Vestapol»                             | «Vestapol»                             | «Vestapol»                             | «Vestapol»                             | D                | A   | D   | F♯  | A   | D   | "Big Yellow Taxi"                                                                                                 |
| oberta en Re                           | alternativa                            | alternativa                            | alternativa                            | alternativa                            | D                | A   | D'  | A'  | D   | D   | "Jumpin' Jack Flash", "Love Spreads", Mark Tremonti                                                               |
| oberta en Re                           | alternativa ↓                          | alternativa ↓                          | alternativa ↓                          | alternativa ↓                          | C♯               | G♯  | C♯  | F   | G♯  | C♯  | Alice In Chains                                                                                                   |
| Repetitiva o uníson (Q7314002)         | Repetitiva o uníson (Q7314002)         | Repetitiva o uníson (Q7314002)         | Repetitiva o uníson (Q7314002)         | Repetitiva o uníson (Q7314002)         | E                | E   | E   | E   | E   | E   | "Mind Riot" |
| Repetitiva o uníson (Q7314002)         | Repetitiva o uníson (Q7314002)         | Repetitiva o uníson (Q7314002)         | Repetitiva o uníson (Q7314002)         | Repetitiva o uníson (Q7314002)         | D                | D   | D   | D   | D   | D   | Ostrich (Q643627)                                                                                                 |
| Repetitiva o uníson (Q7314002)         | Repetitiva o uníson (Q7314002)         | Repetitiva o uníson (Q7314002)         | Repetitiva o uníson (Q7314002)         | Repetitiva o uníson (Q7314002)         | B                | D   | D   | D   | D   | D   | "Iris" |
| 5 cordes                               |                                        |                                        |                                        |                                        |                  | 5   | 4   | 3   | 2   | 1   | usos |
| guitarró femella                       | guitarró femella                       | guitarró femella                       | guitarró femella                       | guitarró femella                       | guitarró femella | D4  | G4  | C4  | E4  | A4  | tio Fredo |
| guitarró mascle                        | guitarró mascle                        | guitarró mascle                        | guitarró mascle                        | guitarró mascle                        | guitarró mascle  | B♭3 | E♭4 | A♭3 | C4  | F4  | |
| timple                                 | timple                                 | timple                                 | timple                                 | timple                                 | timple           | D4  | A4  | E4  | EC4 | G4  | música tradicional canària                                                                                        |
| 7 cordes                               |                                        |                                        |                                        | 7                                      | 6                | 5   | 4   | 3   | 2   | 1   | usos |
| tradicional estés                      | tradicional estés                      | tradicional estés                      | tradicional estés                      | B                                      | E2               | A2  | D3  | G3  | B3  | E4  | metal |
| guitarra russa tradicional (Sol obert) | guitarra russa tradicional (Sol obert) | guitarra russa tradicional (Sol obert) | guitarra russa tradicional (Sol obert) | D2                                     | G2               | B2  | D3  | G3  | B3  | D4  | |
| guitarra russa clàssica                | guitarra russa clàssica                | guitarra russa clàssica                | guitarra russa clàssica                | C2                                     | G2               | B2  | D3  | G3  | B3  | D4  | |
| 12 cordes dobles                       |                                        |                                        |                                        |                                        | 6                | 5   | 4   | 33  | 22  | 11  | usos |
| tradicional                            | tradicional                            | tradicional                            | tradicional                            | tradicional                            | E                | A   | D   | GG  | BB  | EE  | folk, pop |
| tradicional amb 9 cordes               | tradicional amb 9 cordes               | tradicional amb 9 cordes               | tradicional amb 9 cordes               | tradicional amb 9 cordes               | E                | A   | D   | GG  | BB  | EE  | folk, pop |
| guitarra portuguesa                    | Lisboa                                 | Lisboa                                 | Lisboa                                 | Lisboa                                 | DD               | AA  | BB  | EE  | AA  | DD  | fado corrido |
| guitarra portuguesa                    | Coimbra                                | Coimbra                                | Coimbra                                | Coimbra                                | CC               | GG  | AA  | DD  | GG  | AA  | |
| guitarra portuguesa                    |                                        |                                        |                                        |                                        | CC               | EE  | GG  | CC  | EE  | GG  | |
| Do obert                               | Do obert                               | Do obert                               | Do obert                               | Do obert                               | C                | G   | C   | GG  | CC  | EE  | John Butler (guitarriste)                                                                                         |
| guitarra anglesa (Do obert)            | guitarra anglesa (Do obert)            | guitarra anglesa (Do obert)            | guitarra anglesa (Do obert)            | guitarra anglesa (Do obert)            | C                | E   | GG  | GG  | ee  | cc  | |
| 10 cordes                              | 10                                     | 9                                      | 8                                      | 7                                      | 6                | 5   | 4   | 3   | 2   | 1   | usos |
| 10 cordes de Yepes (Q7699116)          | F#                                     | G#                                     | A#                                     | C                                      | E2               | A2  | D3  | G3  | B3  | E4  | Narciso Yepes |